# Плавання на відкритій воді на Чемпіонаті світу з водних видів спорту 2017 — 25 км (жінки)
Змагання з плавання на відкритій воді на дистанції 25 кілометрів серед жінок на Чемпіонаті світу з водних видів спорту 2017 відбулися 21 липня.

## Результати
Заплив розпочався о 08:45.
| Місце | Плавчиня            | Країна     | Час           |
| ----- | ------------------- | ---------- | ------------- |
| 1     | Ана Марсела Кунья   | Бразилія   | 5:21:58.40    |
| 2     | Шарон ван Раувендал | Нідерланди | 5:22:00.80    |
| 3     | Аріанна Бріді       | Італія     | 5:22:08.20    |
| 4     | Мартіна Грімальді   | Італія     | 5:23:54.60    |
| 5     | Анна Олаш           | Угорщина   | 5:23:55.00    |
| 6     | Анастасія Крапівіна | Росія      | 5:24:03.70    |
| 7     | Бекка Менн          | США        | 5:27:06.90    |
| 8     | Орелі Мюллер        | Франція    | 5:28:25.30    |
| 9     | Челсі Губецка       | Австралія  | 5:28:41.60    |
| 10    | Кетрін Салладін     | США        | 5:29:49.70    |
| 11    | Ленка Штербова      | Чехія      | 5:33:04.60    |
| 12    | Онон Шоменек        | Угорщина   | 5:33:05.80    |
| 13    | Лара Гранжон        | Франція    | 5:33:12.00    |
| 14    | Сара Босслет        | Німеччина  | 5:33:19.70    |
| 15    | Юмі Кіда            | Японія     | 5:39:31.50    |
| 16    | Наталі Кальдас      | Еквадор    | 5:42:38.40    |
| 17    | Валерія Єрмакова    | Росія      | 5:45:13.90    |
| 18    | Ксенія Романчук     | Казахстан  | 5:45:56.70    |
| 19    | Бетіна Лоршейттер   | Бразилія   | 6:05:20.00    |
| —     | Махіна Вальдівія    | Чилі       | Не фінішували |
| —     | Вісенія Наварро     | Венесуела  | Не фінішували |
| —     | Ангела Маурер       | Німеччина  | Не стартувала |